# Яунелгавская волость
Яунелгавская волость (латыш. Jaunjelgavas pagasts) — одна из территориальных единиц Айзкраукльского края Латвии. Граничит с городом Яунелгавой и Серенской волостью своего края.
По своей территории — менее шести квадратных километров общей площади и малочисленному населению, Яунелгавская волость является одной из самых малых административно-территориальных единиц Латвии.
Администрация волости и волостной центр находятся в городе Яунелгава, являющемся самостоятельной единицей, не входящей в состав волости.

## История
Предыстория нынешней Яунелгавской волости берёт отсчёт с 7 сентября 1957 года, когда путём слияния Серенского сельсовета и малозаселённой южной части города Яунелгава была создана Яунелгавская сельская территория.
В 1992 году (по другой датировке — в 1995), после восстановления Серенской волости, земли Яунелгавской сельской территории были отданы под её юрисдикцию. В 1996 году, часть земель, принадлежавших некогда городу Яунелгаве были отмежёваны от Серенской волости и составили вновь созданную Яунелгавскую сельскую территорию.
В 2010 году Яунелгавская сельская территория была реорганизована в Яунелгавскую волость, которая вошла в состав Яунелгавского края.
В 2021 году в результате новой административно-территориальной реформы Яунелгавский край был упразднён, а Яунелгавская волость была включена в Айзкраукльский край.